# کاستل‌مانیو
کاستل‌مانیو (به ایتالیایی: Castelmagno) یک کومونه در ایتالیا است که در استان کونیو واقع شده‌است. کاستل‌مانیو ۴۸٫۸ کیلومتر مربع مساحت و ۹۵ نفر جمعیت دارد و ۱٬۱۵۰ متر بالاتر از سطح دریا واقع شده‌است.

## خواهرخوانده
شهر کویتنگو خواهرخواندهٔ کاستل‌مانیو هست.